# José Bahia Bittencourt
José Bahia Spinola Bittencourt (Salvador, 18 de março de 1916 — Florianópolis, 22 de dezembro de 1982) foi um médico e político brasileiro.

## Vida
Filho de João Espinola Pompílio Bittencourt e de Alzira de Andrade Bahia Bittencourt. Formado em Medicina na Faculdade de Medicina da Bahia da Universidade Federal da Bahia, Formandos de 1939. 
Foi vereador em Itajaí 1946 e 1950. Médico sanitarista, puericultor e pediatra, considerado médico do povo naquela época, precursor humanitário, mudou-se para a capital Florianópolis afim de exercer cargo de Deputado Estadual. Agiu em inúmeras frentes do parlamento, entre elas a lei de desmembramento da cidade de Piçarras, de Penha e a criação da Escola Técnica Agrícola de Camboriú.
Deputado na Assembleia Legislativa de Santa Catarina na 2ª legislatura (1951 — 1955), na 3ª legislatura (1955 — 1959), e na 4ª legislatura (1959 — 1963), eleito pelo Partido Social Democrático (PSD).
Na comissão de Saúde Pública da câmara legislativa instituiu a lei de adição de Flúor e clorificação para tratamento da água no Estado de Santa Catarina. Atuou no departamento de saúde pública de Santa Catarina, como diretor da Divisão Materno-infantil, no final da década de 1960.
Seu nome consta em rua do bairro de Canasvieiras, em Florianópolis, em rua em Balneário de Piçarras e no Centro de Saúde Central, da mesma cidade.
Faleceu em Florianópolis em 22 de dezembro de 1982, vítima de parada cardíaca.

## Vida pessoal
Casado com Jurema Spinola Bittencourt, teve 12 filhos.